# The Mississippi Gambler (película de 1929)
The Mississippi Gambler es una película estadounidense dirigida por Reginald Barker y estrenada en el año 1929.

## Argumento
Un estafador se dedica a ir por el Mississippi intentando engañar a jugadores, en uno de estos viajes conocerá a una joven.